# Exilisia butleri
Exilisia butleri là một loài bướm đêm thuộc phân họ Arctiinae, họ Erebidae.